# 広瀬研吉
広瀬 研吉（ひろせ けんきち、1948年 - ）は、日本の科学技術官僚、工学者（原子力法制・核セキュリティ）。学位は、博士（エネルギー科学）（京都大学・1998年）。福井大学重点研究高度化推進本部特命教授、東海大学国際教育センター特任教授、公益財団法人科学技術国際交流センター専務理事。
独立行政法人物質・材料研究機構理事、原子力安全・保安院院長（第3代）などを歴任した。

## 来歴

### 官界にて
科学技術庁では原子力安全局原子力安全課課長など原子力規制に関する職務に、1999年に発生した東海村JCO臨界事故では事故対応に従事した。
中央省庁再編後は原子力安全・保安院で審議官（実用発電用原子炉担当）を務め、内閣府原子力安全委員会では事務局局長を、文部科学省所管の独立行政法人物質・材料研究機構では理事を務めた。
2005年、松永和夫の後任として原子力安全・保安院院長に着任した。2006年、院長・次長ら保安院幹部数人と原子力安全委員会委員5人の昼食会で、安全委員が検討していた原発事故に備えた防災重点区域の拡大強化にストップをかけていたことが指摘されている。
2007年、原子力安全・保安院院長を退任し後任に薦田康久が就いた。

### 退官後
福井大学重点研究高度化推進本部特命教授、東海大学国際教育センター特任教授、科学技術振興機構では2007年より理事（個別業務管理担当）と吉川弘之率いる研究開発戦略センター上席フェローに就く。
2011年の福島第一原子力発電所事故では原子力関連の体制強化が急務とされ、内閣総理大臣菅直人より内閣府参与に任命される。同年6月の国際原子力機関(IAEA)閣僚級会合では、福島第一原子力発電所事故の概要や対応内容について、日本を代表して各国代表らに説明した。

### その他活動
「原子力法制・核セキュリティ研究会」を主宰など原子力法制や核セキュリティ領域で活動し、原子力規制関連法令の解説書を著す。

## 略歴
- 1948年 - 誕生[1]。
- 1972年 - 九州大学工学部卒業[1]。
- 1974年 - 九州大学大学院工学研究科修士課程修了[1]。
- 1974年 - 科学技術庁入庁[1]。
- 1992年 - 科学技術庁研究開発局海洋開発課長
- 1994年 - 原子力安全局核燃料規制課長
- 1996年 - 科学技術振興事業団科学技術理解増進室長
- 1998年 - 京都大学大学院エネルギー科学研究科博士後期課程修了、博士（エネルギー科学）。
- 1998年 - 原子力安全局原子力安全課長
- 2001年 - 原子力安全・保安院審議官 (実用発電原子炉担当)
- 2002年 - 文部科学省大臣官房審議官 (科学技術・学術政策局担当)
- 2003年 - 内閣府原子力安全委員会事務局長
- 2004年 - 物質・材料研究機構理事。
- 2005年 - 原子力安全・保安院院長。
- 2007年 - 科学技術振興機構理事（個別業務管理担当）。
- 2011年 - 内閣府参与。
- 2017年 - 公益社団法人科学技術国際交流センター専務理事[12]。
- 2018年 - 公益財団法人科学技術広報財団理事長。